# الکساندر ماناچینسکی
الکساندر ماناچینسکی (روسی: Александр Федорович Маначинский؛ ۲ سپتامبر ۱۹۵۸ – ۱ ژانویهٔ ۲۰۲۰) ورزشکار ورزش شنا اهل اتحاد جماهیر شوروی سوسیالیستی بود.